# Ex professo
Ex profeso és una locució llatina que vol dir <<a propòsit>>. Aquest mot llatí és molt comú veure’l utilitzat en textos literaris i en actes policials.

## Significat
El significat d’aquesta locució llatina és 'declarat expressament, amb intenció'.

## Pronuncia
Ex pro · fe · so [ˌɛkspɾo'feso]
Ex és una paraula aguda d'1 síl·laba. Profeso és una paraula plana de 3 síl·labes.

## Sinònims
A propòsit, de propòsit, deliberadament, expressament.